# وسام كوتوزوف
وسام كوتوزوف (ملاحظة 1) هو وسام عسكري كان يمنح في زمن الاتحاد السوفييتي، وكان يعد من أعلاها مرتبة.
ينسب الوسام إلى القائد العسكري الروسي ميخائيل كوتوزوف؛ وبدأ منحه أثناء الحرب العالمية الثانية لتكريم ضباط الجيش الأحمر على الجبهات مع ألمانيا النازية.

## الدرجات
يوجد من الوسام ثلاث درجات:
| الدرجة الأولى       | الدرجة الثانية | الدرجة الثالثة |
| ------------------- | -------------- | -------------- |
|                     |                |                |
| الشرائط (1942–2010) |                |                |
|                     |                |                |

## هوامش
- ملاحظة 1 (بالروسية: Орден Кутузова) (أوردن كوتوزوفا)